# Þornýartindur
Þornýartindur är en bergstopp i republiken Island. Den ligger i regionen Höfuðborgarsvæði, 19 km nordost om huvudstaden Reykjavík. Toppen på Þornýartindur är 652 meter över havet.
Runt Þornýartindur är det tätbefolkat, med 397 invånare per kvadratkilometer. Närmaste större samhälle är Reykjavik, omkring 20 kilometer sydväst om Þornýartindur. Trakten runt Þornýartindur består i huvudsak av gräsmarker.